# Euroborg
Euroborg (od lipca 2018 r. pod marketingową nazwą Hitachi Capital Mobility Stadion lub w skrócie Hitachi Stadion) – stadion piłkarski w Groningen, wybudowany w latach 2004–2005 i oficjalnie otwarty 13 stycznia 2006, choć pierwszy mecz rozegrano na nim już 7 stycznia 2006 (towarzyskie spotkanie FC Groningen – SC Veendam 5:0). Pojemność jego trybun wynosi 22 579 miejsc. Domowy obiekt FC Groningen. Zastąpił Oosterpark Stadion, na którym FC Groningen rozgrywał domowe spotkania w latach 1971–2005.

## Kompleks Euroborg
Stadion stanowi część kompleksu Euroborg, wybudowanego kosztem 160 mln euro, w skład którego wchodzą następujące obiekty:
- 6000 m² powierzchni biurowej
- 180 mieszkań
- Supermarket o powierzchni 5000 m²
- 1500 m² pomieszczeń przeznaczonych na gastronomię
- Kasyno o powierzchni 2000 m²
- 10 sal kinowych o łącznej pojemności 1950 miejsc siedzących
- Noorderpoort-College o powierzchni 8500 m², przeznaczony dla 1300 studentów
- zadaszony parking wielopoziomowy na 1000 pojazdów